# 张知默
张知默（?—?），唐朝官员，蒲州河东县（今山西省永济市）人，一作幽州方城人，迁居到岐州（治今陕西省凤翔县）。
张知默兄弟五人，与其兄张知玄、张知晦、张知謇、张知泰励志读书，都以明经擢第。调露之后，张知默历任台省，担任左台侍御史。万岁通天年间，张知默为秋官郎中。张知默与监察御史王守慎、来俊臣、周兴掌同掌诏狱，作为酷吏，大肆罗织，陷害大臣。王守慎作为他的外甥，也厌恶舅舅审讯残暴，请剃发为僧，武则天同意了。张知默为官至秋官侍郎。去世。唐中宗即位，张知默作为酷吏被除名，子孙禁锢不得为官。